# Armed Conflict Location and Event Data Project
Das Armed Conflict Location & Event Data Project (ACLED) ist eine Nichtregierungsorganisation zur Erhebung und Verarbeitung von Daten über gewaltsame Konflikte und globale Krisen. CLED kodiert die Daten, Akteure, Orte, Todesopfer und Arten aller gemeldeten politischen Gewalt- und Demonstrationsereignisse in der ganzen Welt in Echtzeit. Die Daten von ACLED sind nach dem Open-Data-Ansatz frei zugänglich. Im Jahr 2019 bezeichnete The Mail & Guardian ACLED als „die umfassendste Datenbank für Konfliktfälle auf der ganzen Welt“.
ACLED entstand 2005 als Teil einer Doktorarbeit von Clionadh Raleigh, Professorin für politische Gewalt und Geographie an der Universität von Sussex. Sie entwickelte die Idee im Rahmen eines Stipendiums am Friedensforschungsinstitut Oslo (PRIO). Die anfängliche Datenerhebung erstreckte sich auf sechs zentralafrikanische Staaten und drei westafrikanische Staaten. 2014 wurde ACLED zu einer in Wisconsin registrierten 501(c) organization. In Partnerschaft mit der University of Texas at Austin hat ACLED sich zu einem dynamischen Projekt gewandelt, das Daten in Echtzeit sammelt und wöchentlich Updates zu Konflikten und Aufständen auf der ganzen Welt veröffentlicht.  Die Daten von ACLED stammen aus einer Vielzahl lokaler, regionaler und nationaler Quellen, und die Informationen werden von geschulten Datenexperten auf der ganzen Welt gesammelt. Zusätzlich zu traditionellen Medien, Regierungsberichten und ausgewählten neuen Medienquellen verfügt ACLED über ein weitreichendes Netzwerk von lokalen Datenerfassungspartnern vor Ort. ACLED hat über 50 lokale Partner in der ganzen Welt. Für bestimmte Konflikte wurden eigene Forschungsprojekte gestartet. Nach dem Beginn des russischen Überfalls auf die Ukraine 2022 richtete ACLED ein spezielles Forschungszentrum zur Ukraine-Krise (Ukraine Conflict Monitor) ein, um nahezu in Echtzeit Informationen über den Konflikt bereitzustellen, einschließlich einer Datendatei, interaktiver Datenvisualisierungstools und wöchentlicher Analysen von Kriegsereignissen in der Ukraine, in Russland und in der gesamten Region.
Die von ACLED gewonnenen Daten werden von anderen Nichtregierungsorganisationen, Journalisten, Blogs und Think Tanks sowie von Forschern genutzt. Besonders für die Konfliktforschung hat ACLED eine große Bedeutung. Wichtige Medien wie die BBC, der The Guardian oder die New York Times haben ACLED zitiert. Auch die Vereinten Nationen und verschiedene Regierungen haben sich auf Daten der Organisation gestützt. So haben das Amt der Vereinten Nationen für die Koordinierung humanitärer Angelegenheiten und weitere UN-Unterorganisationen Daten der Organisation genutzt. ACLED arbeitet auch mit Partnern wie Save the Children zusammen. ACLED hat als Non-Profit-Organisation von verschiedenen Partnern Finanzierung erhalten, dazu gehören die Europäische Kommission, das Auswärtige Amt, das U.S. State Department und die University of Texas.